# Vlag van Kagoshima

Vlag van Kagoshima (ratio 2:3)

Symboolvlag van Kagoshima (ratio 2:3)

De prefecturale vlag van Kagoshima bestaat uit een wit vlak met een gestileerde weergave van het schiereiland Satsuma en Ōsumi en het deel waar de Shibushi-baai ligt, wordt weergegeven door de zwarte halvemaanvorm met een inkeping in het rechterkant. De actieve vulkaan Sakurajima wordt weergegeven door de rode cirkel in het midden. De prefecturale vlag werd op 10 maart 1967 aangenomen.
Naast de prefecturale vlag is er een symboolvlag in gebruik. Deze bestaat uit een wit vlak met een grafische voorstelling van de letter K, met de kleuren 'wind' en 'golf' in blauw, die het beeld van een dynamische prefectuur uitbeelden. De symboolvlag werd op 16 maart 1994 aangenomen. Net zoals de hoofdstedelijke regering van Tokio, heeft de symboolvlag ingesteld die los staan van de officiële hoofdstedelijke vlag, heeft ook de prefectuur Kagoshima een symboolvlag ingesteld en deelt zij met Tokio het feit dat het prefecturale embleem niet wordt gebruikt in lofbetuigingen die worden uitgegeven door de gouverneur, maar wordt vervangen door een symboolvlag.